# Пам'ятки архітектури Вінницького району
У Вінницькому районі Вінницької області під охороною держави знаходиться 10 пам'яток архітектури і містобудування, з них 3 — національного значення.
| Пор. №                 | Найменування пам'ятки                       | Датування              | Місцезнаходження       | Охорон-ний номер       | Дата та № рішення взяття на облік                     |
| Національного значення | Національного значення                      | Національного значення | Національного значення | Національного значення | Національного значення                                |
| ---------------------- | ------------------------------------------- | ---------------------- | ---------------------- | ---------------------- | ----------------------------------------------------- |
| 1                      | Михайлівська церква (дер.)                  | 1752 р.                | вул. Коцюбинського,15  | 961                    | Постанова Ради Міністрів УРСР від 06.09.1979 р. № 442 |
| 2                      | Палац                                       | 18 ст.                 | вул. Леніна,26         | 74/1                   | Постанова Ради Міністрів УРСР від 24.08.1963 р. № 970 |
| 3                      | Парк                                        | 18 ст.                 | вул. Леніна,26         | 74/2                   | -//-                                                  |
| Місцевого значення     |                                             |                        |                        |                        |                                                       |
| смт Вороновиця         |                                             |                        |                        |                        |                                                       |
| 4                      | Костьол Михаїла Архангела                   | 1793 р.                |                        | 42-М                   | Рішення виконкому облради нар. деп.від 14.02.91 № 43  |
| 5                      | Господарчий корпус                          | сер. 18 ст.            |                        | 304-М/1                | Розпорядження ОДА № 78 від 19.02.96 р                 |
| 6                      | Господарчий корпус                          | сер. 18 ст.            |                        | 304-М/2                | -ІІ-                                                  |
| 7                      | Графський погріб                            | сер. 18 ст.            |                        | 304-М/3                | -ІІ-                                                  |
| с. Лука Мелешківська   |                                             |                        |                        |                        |                                                       |
| 8                      | Церква Ікони Божої Матері Казанської (дер.) | 1896 р.                |                        | 43-М                   | Рішення виконкому облради нар. деп.від 14.02.91 № 43  |
| 9                      | Парк                                        | 19 ст.                 |                        | 236-М                  | Розпорядження ОДА № 78 від 19.02.96 р                 |
| с.Медвідка             |                                             |                        |                        |                        |                                                       |
| 10                     | Церква Параскеви Великомучениці             | 1765-1791 рр.          | с. Медвідка            | 44-М                   | Рішення виконкому облради нар. деп.від 14.02.91 № 43  |

## Джерело
- [Архівовано 19 червня 2012 у Wayback Machine.] Пам'ятки Вінницької області